# مدیریت پایدار سرزمین
مدیریت پایدار سرزمین (به انگلیسی: Sustainable land management) به شیوه‌ها و فن‌آوری‌هایی اشاره دارد که با هدف ادغام مدیریت سرزمین، آب و دیگر منابع زیست‌محیطی برای برآوردن نیازهای انسان و در عین حال تضمین پایداری طولانی‌مدت، خدمات بوم‌سازگان، تنوع زیستی و معیشت انجام می‌شوند. این اصطلاح، به عنوان مثال، در برنامه‌ریزی منطقه‌ای و حفاظت از خاک یا محیط زیست، و همچنین در مدیریت اموال و املاک استفاده می‌شود.
بانک جهانی مدیریت پایدار سرزمین را به عنوان فرآیندی در یک محیط باردار بین حفاظت محیط زیست و ادعای تضمین خدمات بوم‌سازگان از یک سو تعریف می‌کند. از سوی دیگر، بهره‌وری کشاورزی و جنگلداری با توجه به رشد جمعیت و افزایش فشار در کاربری اراضی است.

## نیاز برای مدیریت پایدار سرزمین
در سپتامبر ۲۰۲۰، دانشمندان یک نقشه جهانی تعاملی از مناطق خشکی منتشر کردند که در آن مناطق حفاظت‌شده به عنوان یک «شبکه ایمنی جهانی» یا - به عنوان یک بهبود تدریجی - مدیریت پایدارتر به دستیابی به اهداف مختلف آب و هوا و حفاظت کمک می‌کند.